# Pohár Rudého práva 1977
První ročník Poháru Rudého práva v ledním hokeji se konal od 16. do 21. září 1977 v Praze ve Sportovní hale ČSTV. Turnaje, jenž sloužil jako příprava před důležitou a náročnou sezónou, se zúčastnily se reprezentace Československa, SSSR a zástupce ze zámořské soutěže WHA, Cincinnati Stingers. Mužstva se utkala dvoukolovým systémem každý s každým.

## Výsledky a tabulka
| P                | Tým                 | Z | V | R | P | Skóre | B |
| ---------------- | ------------------- | - | - | - | - | ----- | - |
| Zlatá medaile    | SSSR                | 4 | 3 | 0 | 1 | 24:12 | 6 |
| Stříbrná medaile | Československo      | 4 | 3 | 0 | 1 | 26:13 | 6 |
| Bronzová medaile | Cincinnati Stingers | 4 | 0 | 0 | 4 | 11:36 | 0 |

Pozn.: Při rovnosti bodů rozhodly vzájemné zápasy.
 SSSR –  Cincinnati Stingers 11:4 (4:2, 4:1, 3:1)
16. září 1977 (19:30) – Praha

Branky SSSR:  1. Boris Michajlov, 4. Alexandr Volčkov, 8. Sergej Kapustin, 14. Vladimir Šadrin, 22. Boris Michajlov, 28. Viktor Žluktov, 30. Valerij Charlamov, 33. Alexandr Volčkov, 44. Sergej Kapustin, 47. Alexandr Jakušev, 52. Vladimir Šadrin.

Branky Cincinnati Stingers: 13. Dennis Abgrall, 20. Dennis Abgrall, 28. Serge Beaudoin, 52. Jacqaues Locas.

Rozhodčí: Vladimír Šubrt (TCH) – Luděk Exner (TCH), Karel Sládeček (TCH)

Vyloučení: 2:6 (2:0, 0:1)

Diváků: 7 000
SSSR: Vladislav Treťjak – Gennadij Cygankov, Vjačeslav Fetisov, Sergej Babinov, Vladimír Lutčenko, Vasilij Pěrvuchin, Alexandr Gusev, Zinetula Biljaletdinov – Boris Michajlov, Vladimir Petrov, Valerij Charlamov – Alexandr Malcev, Viktor Žluktov, Sergej Kapustin – Viktor Šalimov, Vladimir Šadrin, Alexandr Jakušev – Vladimir Golikov, Alexandr Volčkov.
Cincinnati Stingers: Ernie Wakely (51. Norman LaPointe) – Ron Plumb, Serge Beaudoin, Craig Norwich, Gilles Marotte, Barry Melrose, Barry Legge, Floyd Lahache - Dennis Abgrall, Rich LeDuc, Claude Larose - Peter Marsh, Robbie Ftorek, Del Hall - Blaine Stoughton, Dennis Sobchuk, Rick Dudley - Jamie Hislop, Jacqaues Locas, Gene Sobchuk - Bill Gilligan.
 Československo –  Cincinnati Stingers 8:2 (2:0, 1:0, 5:2)
17. září 1977 (19:30) – Praha

Branky Československa: 5. Bohuslav Ebermann, 7. Bohuslav Ebermann, 27. Ivan Hlinka, 41. Milan Nový,50. František Černík, 55. Vladimír Martinec, 58. Milan Nový, 60. Ivan Hlinka.

Branky Cincinnati Stingers: 51. Jacqaues Locas, 55. Barry Legge.

Rozhodčí: Harri Järvi (FIN) – Ivan Koval (TCH), František Němec (TCH)

Vyloučení: 6:8 (využití 2:0, v oslabení 1:0) z toho Marián Šťastný a Jacqaues Locas na 5 min.

Diváků: 13 000
ČSSR: Jiří Holeček (41. Jiří Králík) – František Kaberle, Milan Chalupa, Jiří Bubla, Milan Kajkl, Ľubomír Roháčik, Miroslav Dvořák, Jan Zajíček, František Joun – Vladimír Martinec, Milan Nový, Bohuslav Ebermann – Libor Havlíček, Ivan Hlinka, Josef Augusta – Marián Šťastný, Peter Šťastný, Jaroslav Pouzar – František Černík, Marek Sýkora, Pavel Richter.
Cincinnati Stingers: Norman LaPointe – Serge Beaudoin, Gilles Marotte, Ron Plumb, Craig Norwich, Barry Melrose, Barry Legge, Floyd Lahache - Dennis Abgrall, Rich LeDuc, Claude Larose - Jamie Hislop, Dennis Sobchuk, Gene Sobchuk - Peter Marsh, Jacqaues Locas, Del Hall - Bill Gilligan.
 SSSR –  Československo 4:1 (1:0, 2:1, 1:0)
18. září 1977 (19:30) – Praha

Branky a nahrávky SSSR: 20. Boris Michajlov (Gennadij Cygankov), 23. Boris Michajlov, 38. Helmuts Balderis (Viktor Žluktov), 45. Vladimir Petrov (Vladimir Petrov).

Branky a nahrávky Československa: 25. Jiří Bubla (Libor Havlíček).

Rozhodčí: Stig Karlsson (SWE) – László Schell (HUN), Harry Westreicher (AUT)

Vyloučení: 9:8 (využití 2:1)

Diváků: 14 000
SSSR: Vladislav Treťjak – Gennadij Cygankov, Vjačeslav Fetisov, Valerij Vasiljev, Alexandr Gusev, Sergej Babinov, Vladimír Lutčenko, Vasilij Pěrvuchin, Zinetula Biljaletdinov – Boris Michajlov, Vladimir Petrov, Valerij Charlamov – Viktor Šalimov, Vladimir Šadrin, Alexandr Jakušev – Helmuts Balderis, Viktor Žluktov, Sergej Kapustin – Alexandr Malcev, Vladimir Golikov, Alexandr Volčkov.
ČSSR: Jiří Holeček – František Kaberle, Milan Chalupa, Jiří Bubla, Milan Kajkl, Ľubomír Roháčik, Miroslav Dvořák – Vladimír Martinec, Milan Nový, Bohuslav Ebermann – Pavel Richter, Ivan Hlinka, Josef Augusta – Marián Šťastný, Peter Šťastný, Jaroslav Pouzar – Libor Havlíček, František Černík.
 Cincinnati Stingers –  SSSR 2:5 (2:2, 0:0, 0:3)
19. září 1977 (19:30) – Praha

Branky Cincinnati Stingers: 1. Gene Sobchuk, 5. Rich LeDuc. 

Branky SSSR: 3. Vladimír Lutčenko, 15. Boris Michajlov, 47. Valerij Charlamov, 47. Vladimir Petrov, 53. Helmuts Balderis, 

Rozhodčí: Vladimír Šubrt (TCH) – Ivan Koval (TCH), František Němec (TCH)

Vyloučení: 7:5 (využití 0:1)

Diváků: 4 000
Cincinnati Stingers: Mike Liut - Barry Melrose, Barry Legge, Ron Plumb, Serge Beaudoin, Gilles Marotte, Craig Norwich, Floyd Lahache - Blaine Stoughton, Dennis Sobchuk, Peter Marsh - Dennis Abgrall, Rich LeDuc, Claude Larose - Jamie Hislop, Jacqaues Locas, Gene Sobchuk - Bill Gilligan, Rick Dudley.
SSSR: Sergej Babariko – Gennadij Cygankov, Vjačeslav Fetisov, Valerij Vasiljev, Alexandr Gusev, Sergej Babinov, Vladimír Lutčenko, Vasilij Pěrvuchin, Zinetula Biljaletdinov – Boris Michajlov, Vladimir Petrov, Valerij Charlamov – Viktor Šalimov, Vladimir Šadrin, Alexandr Jakušev – Helmuts Balderis, Viktor Žluktov, Sergej Kapustin – Alexandr Malcev, Vladimir Golikov, Alexandr Volčkov.
 Cincinnati Stingers –  Československo 3:12 (2:1, 0:6, 1:5)
20. září 1977 (16:30) – Praha

Branky Cincinnati Stingers: 13. Rich LeDuc, 13. Rich LeDuc, 50. Dennis Abgrall.

Branky Československa: 12. Vladimír Martinec, 27. Marián Šťastný, 29. Milan Nový, 31. Peter Šťastný, 35. Milan Nový, 39. František Kaberle, 49. František Kaberle, 39. Jaroslav Pouzar, 42. Jaroslav Pouzar, 47. Jan Zajíček, 55. Milan Kajkl, 58. Pavel Richter, 

Rozhodčí: Harri Järvi (FIN) – Luděk Exner (TCH), Karel Sládeček (TCH)

Vyloučení: 6:9 (využití 7:1) z toho Serge Beaudoin a Floyd Lahache na 10 minut a do konce utkání, Peter Šťastný na 10 minut, Marián Šťastný a Gilles Marotte na 5 minut.

Diváků: 13 000
Cincinnati Stingers: Norman LaPointe (Mike Liut) – Barry Melrose, Barry Legge, Ron Plumb, Serge Beaudoin, Floyd Lahache, Gilles Marotte – Gene Sobchuk, Jacqaues Locas, Bill Gilligan – Blaine Stoughton, Dennis Sobchuk, Peter Marsh – Dennis Abgrall, Rich LeDuc, Claude Larose.
ČSSR: Marcel Sakáč – František Kaberle, Milan Chalupa, Jiří Bubla, Milan Kajkl, Jan Zajíček, František Joun, Ľubomír Roháčik, Miroslav Dvořák – Vladimír Martinec, Milan Nový, Bohuslav Ebermann – Libor Havlíček, Ivan Hlinka, Josef Augusta – František Černík, Marek Sýkora, Pavel Richter – Marián Šťastný, Peter Šťastný, Jaroslav Pouzar.
 Československo –  SSSR 5:4 (1:2, 2:1, 2:1)
21. září 1977 (16:30) – Praha

Branky Československa: 9. Jaroslav Pouzar, 31. František Černík, 36. Bohuslav Ebermann, 49. Miroslav Dvořák, 50. Ivan Hlinka. 

Branky SSSR: 1. Vladimír Petrov, 21. Vladimír Petrov, 16. Alexandr Volčkov, 42. Alexandr Jakušev.

Rozhodčí: Stig Karlsson (SWE) – László Schell (HUN), Harry Westreicher (AUT)

Vyloučení: 2:5 (využití 1:0) navíc Boris Michajlov na 5 minut.

Diváků: 14 000
ČSSR: Jiří Králík – František Kaberle, Jan Zajíček, Jiří Bubla, Milan Kajkl, Ľubomír Roháčik, Miroslav Dvořák – Pavel Richter, Milan Nový, Bohuslav Ebermann – Libor Havlíček, Ivan Hlinka, Josef Augusta – Marián Šťastný, Peter Šťastný, Jaroslav Pouzar – František Černík.
SSSR: Vladislav Treťjak – Gennadij Cygankov, Vjačeslav Fetisov, Zinetula Biljaletdinov, Alexandr Gusev, Sergej Babinov, Vladimír Lutčenko, Valerij Vasiljev, Vasilij Pěrvuchin – Boris Michajlov, Vladimir Petrov, Valerij Charlamov – Viktor Šalimov, Vladimir Šadrin, Alexandr Jakušev – Helmuts Balderis, Viktor Žluktov, Sergej Kapustin – Alexandr Malcev, Vladimir Golikov, Alexandr Volčkov.

## Statistiky

### Nejlepší hráči
| Brankář | Mike Liut       |
| Obránce | Jiří Bubla      |
| Útočník | Boris Michajlov |

## Soupisky týmů
1.  SSSR

Brankáři: Vladislav Treťjak, Sergej Babariko.

Obránci: Gennadij Cygankov, Vjačeslav Fetisov, Sergej Babinov, Valerij Vasiljev, Alexandr Gusev, Vladimír Lutčenko, Vasilij Pěrvuchin, Zinetula Biljaletdinov.

Útočníci: Boris Michajlov, Vladimir Petrov, Valerij Charlamov, Viktor Šalimov, Vladimir Šadrin, Alexandr Jakušev, Helmuts Balderis, Viktor Žluktov, Sergej Kapustin, Alexandr Malcev, Vladimir Golikov, Alexandr Volčkov.

Trenéři: Viktor Tichonov, Vladimir Jurzinov.
2.  Československo

Brankáři: Jiří Holeček, Jiří Králík, Marcel Sakáč.

Obránci: František Kaberle, Milan Chalupa, Jiří Bubla, Milan Kajkl, Jan Zajíček, Ľubomír Roháčik, Miroslav Dvořák, František Joun.

Útočníci: Vladimír Martinec, Milan Nový, Bohuslav Ebermann, Libor Havlíček, Ivan Hlinka, Josef Augusta, Marián Šťastný, Peter Šťastný, Jaroslav Pouzar, František Černík, Marek Sýkora, Pavel Richter.

Trenéři: Karel Gut, Ján Starší.
3.  Cincinnati Stingers

Brankáři: Norman LaPointe, Ernie Wakely, Mike Liut.

Obránci: Ron Plumb, Serge Beaudoin, Craig Norwich, Gilles Marotte, Barry Melrose, Barry Legge, Floyd Lahache.

Útočníci: Dennis Abgrall, Rich LeDuc, Claude Larose, Peter Marsh, Robbie Ftorek, Del Hall, Blaine Stoughton, Dennis Sobchuk, Rick Dudley, Jamie Hislop, Jacqaues Locas, Gene Sobchuk, Bill Gilligan.

Trenér: Jack Demers.

## Rozhodčí
| Hlavní - Vladimír Šubrt - Stig Karlsson - Harri Järvi | Čároví - Luděk Exner - Karel Sládeček - Ivan Koval - František Němec - László Schell - Harry Westreicher |